# دریاچه دال

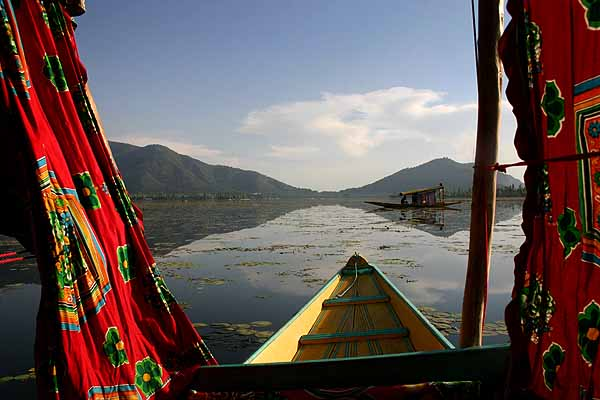
با قایق بر روی دریاچه دال. برگشت از سمت باغ‌های مغول به سرینگار.

دریاچه دال دریاچه معروفی است در سرینگار در ایالت کشمیر هند. این دریاچه تا دهه ۱۹۹۰ یعنی تا پیش از کشمکش‌های نظامی در کشمیر برای گردشگران محبوبیت زیادی داشت. خانه‌های قایقی یا قایق‌سراها (شکاره‌ها)ی این دریاچه معروفیت زیادی دارند.